# Tentures de la Vie de la Vierge
Les tentures de la Vie de la Vierge sont constituées d’un ensemble de dix-sept grandes tapisseries qui illustrent les événements clés de la vie de la Vierge Marie, depuis sa naissance jusqu'à son Assomption.
Elles sont tissées en laine et soie et exposées au palais du Tau.

## Histoire

### Réalisation
Elles ont été réalisées entre 1509 et 1531 et furent offertes par l'archevêque de Reims, Robert de Lenoncourt.
Elles avaient à la fois une fonction religieuse voire pédagogique pour instruire les fidèles sur la vie de la Vierge Marie. Elles étaient également utilisées pour décorer la cathédrale Notre-Dame de Reims lors des grandes fêtes religieuses.
Ces tapisseries sont classées au titre d’objet Monument historique en date du 28 février 1896.
Les cartons sont attribués au peintre d’origine flamande Gauthier de Campes.
Elles sont divisées en deux séries :
- La première série (huit tapisseries) raconte l'enfance de la Vierge Marie et son mariage avec Joseph.
- La deuxième série (neuf tapisseries) raconte la vie de Jésus-Christ, depuis sa naissance jusqu'à son Ascension.

Les tapisseries ne comportent pas de texte à proprement parler, mais des inscriptions brodées en lettres gothiques sur des phylactères permettent d'identifier les personnages et de commenter les scènes représentées.
Elles portent les armoiries du cardinal Robert de Lenoncourt et du chapitre de la cathédrale Notre-Dame de Reims.

### Parcours des tentures
Elles ont été restaurées à plusieurs reprises, notamment au XIXe siècle.
Les tentures sont exposées au musée du palais du Tau depuis son ouverture en 1972.

## Première pièce: Arbre de Jessé

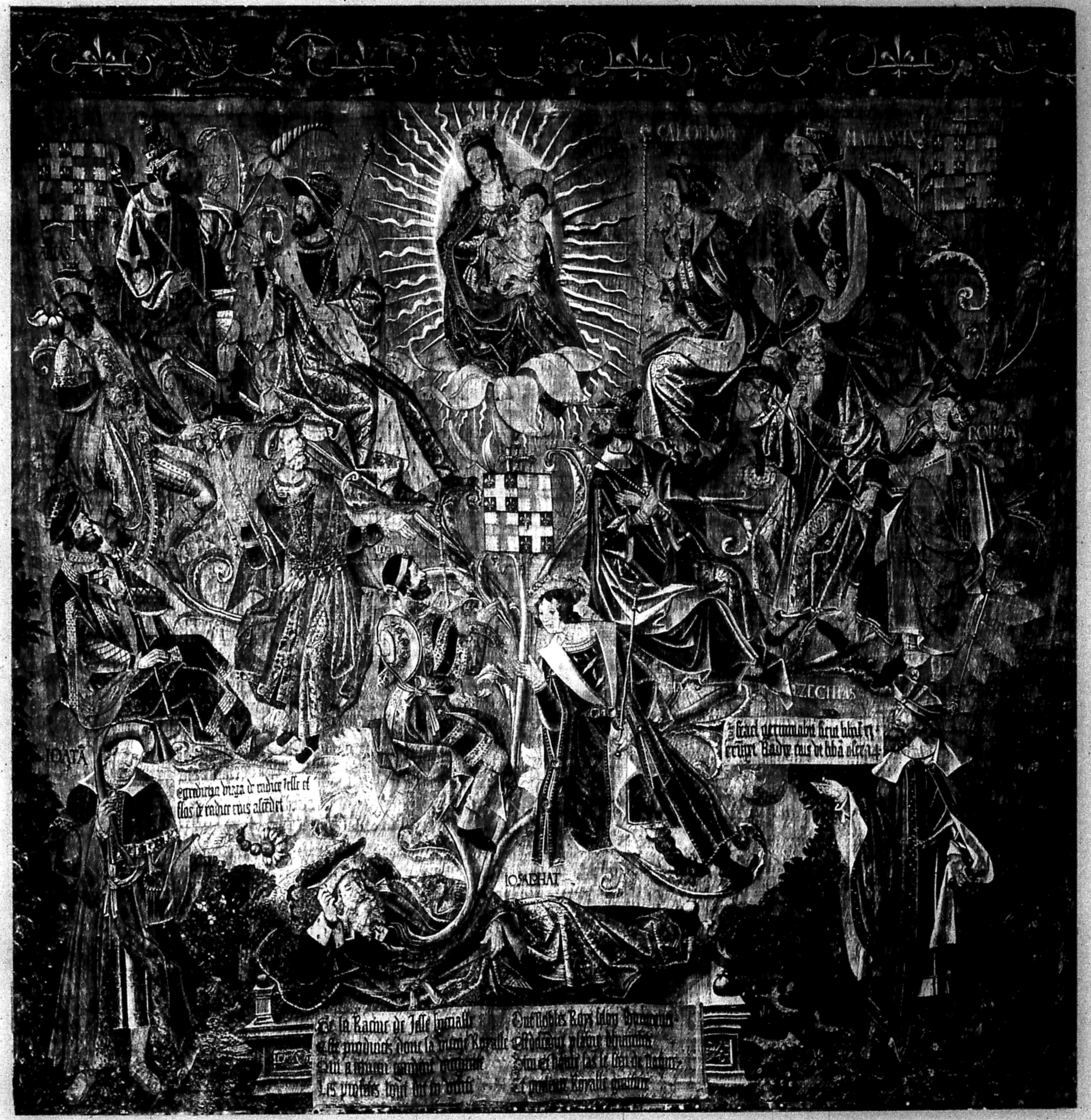
Arbre de Jessé.

### Thème de la tapisserie
La tapisserie met en scène l’arbre de Jessé qui représente l'arbre généalogique présumé de Jésus de Nazareth à partir de Jessé, père du roi David, tel qu'apparaissant dans les Écritures.

### Description
Dans la tapisserie, l'arbre de Jessé est représenté comme un arbre stylisé, avec des branches étendues sur lesquelles sont perchées diverses figures bibliques.
Au centre de la tapisserie, Jessé est représenté endormi sur une banquette, entouré des prophètes Osée et Isaïe. De sa poitrine émerge une tige symbolique, aboutissant à une corolle de lys (symbolique de la pureté immaculée de la vierge), de laquelle émerge la Vierge Marie, tenant l'Enfant Jésus dans ses bras.

Les douze rois de Juda sont assis sur les branches et les rameaux de l'arbre.
- Au milieu se trouve Josaphat. À ses côtés se trouvent d'autres rois, tels que Josias, Jonathan, Osias, et Asa.
- Plus haut sur la branche, on trouve Abias, Zéchonias, et le roi David.
- De l'autre côté de la Vierge, Salomon et Manassès sont représentés.
- En bas de la tapisserie, Ézéchias et Roboam sont représentés conversant, symbolisant la réduction du royaume sous leur règne (période où le royaume d'Israël a été affaibli ou réduit).
- Aux angles inférieurs de la composition se trouvent les prophètes, complétant ainsi la scène biblique riche en symboles et en détails.

## Deuxième pièce: Anne et Joachim chassés du Temple

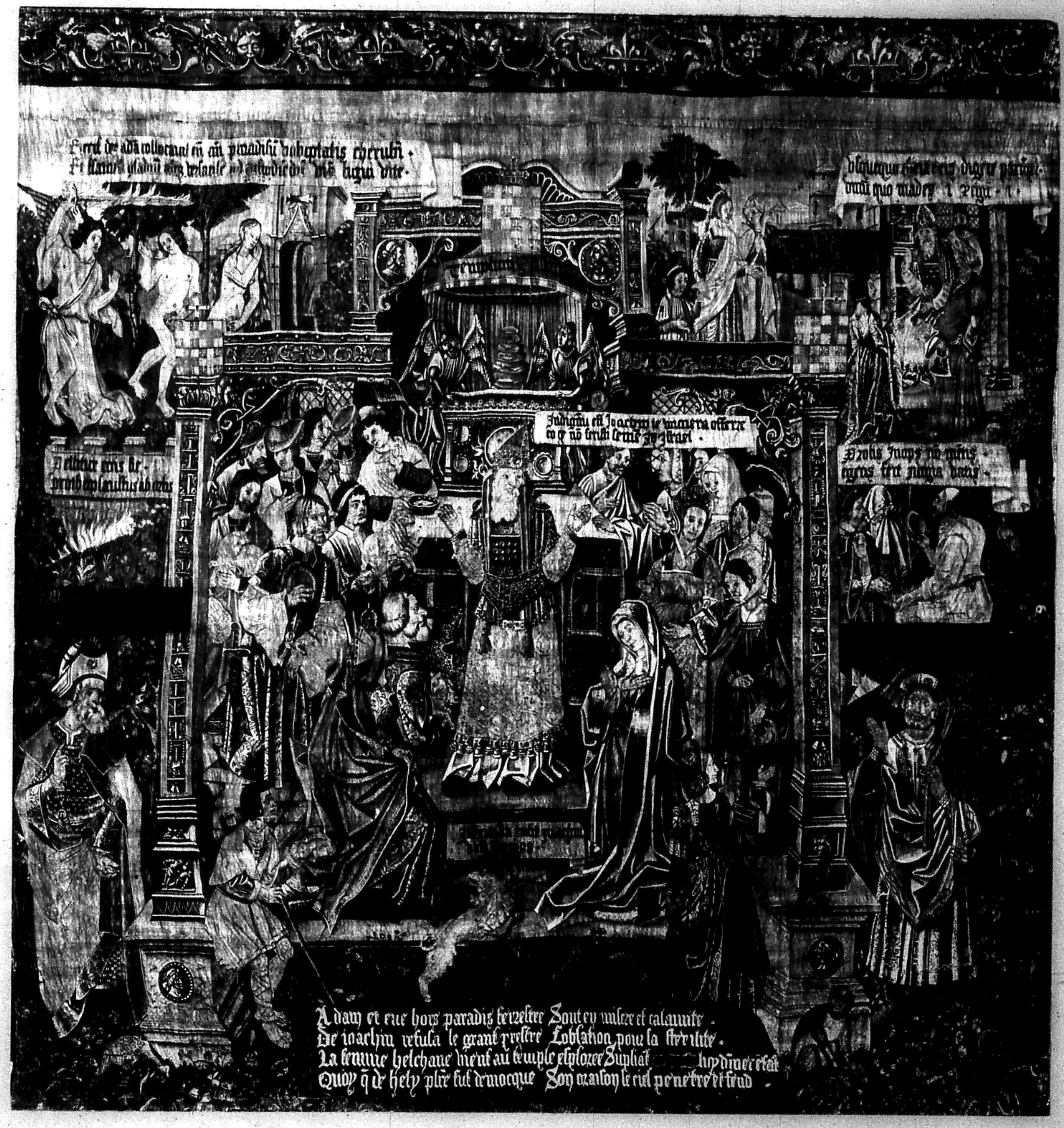
Anne et Joachim chassés du Temple.

### Thème de la tapisserie
Cette tapisserie est l'histoire de Joachim et Anne, les parents de la Vierge Marie, qui demeuraient sans enfants après vingt ans de mariage. S’étant rendu au Temple de Jérusalem pour y faire une offrande, Joachim fut chassé par le grand prêtre car il n’avait pas d’enfant.

### Description
Cette tapisserie expose une scène centrée autour du Temple.
- Au bas des escaliers, une foule est rassemblée autour d'un groupe central comprenant le prêtre Isachar, vu de face, tournant le dos à l'autel et levant les mains vers le ciel, ainsi que les époux agenouillés. Joachim tient un agneau dans ses bras tandis qu'Anne baisse la tête, les mains jointes.
- Aux angles inférieurs de la composition se tiennent deux prophètes (Probablement les deux prophètes Isaïe et Jérémie habituellement dans de nombreuses représentations artistiques de scènes bibliques).
- En haut, de part et d'autre de l’escalier, sont présentées deux scènes de la Genèse. À gauche de l’escalier, l'ange exterminateur chasse Adam et Ève du Paradis. À droite de l’escalier, les deux femmes d'Elcana, Anne et Phenenna qui tient son jeune fils par la main, sont représentées. Plus loin, Anne et Elcana se présentent devant le grand-prêtre Héli qui se tient devant l'entrée du Temple.
- Au-dessous, Joachim et Anne quittent le Temple. Anne s'appuie sur son époux qui donne une aumône à un bossu.

## Troisième pièce: Rencontre d'Anne et Joachim à la porte dorée

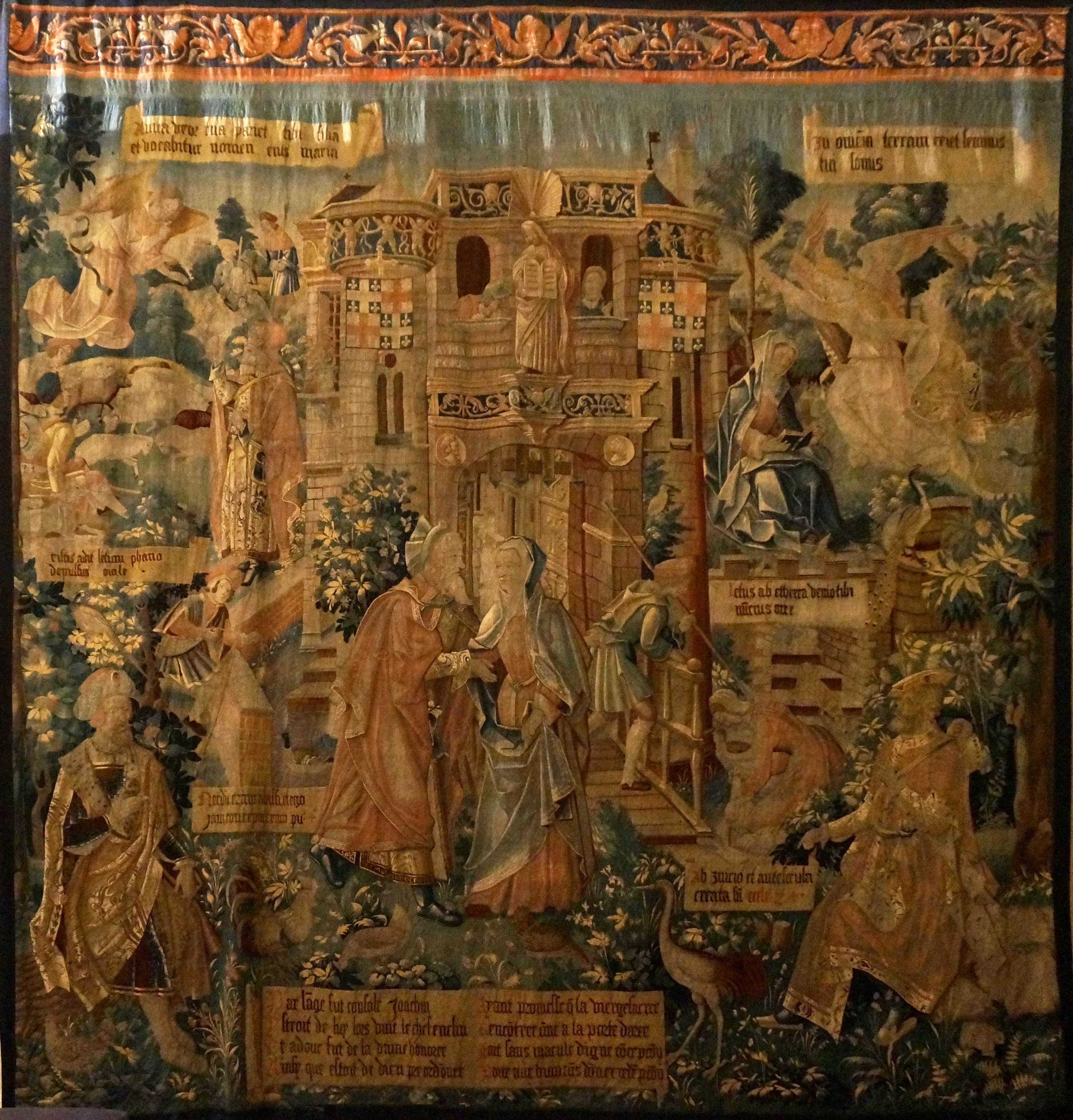
Rencontre d'Anne et Joachim à la porte dorée.

### Thème de la tapisserie
Joachim et Anne étaient mariés depuis vingt ans et n'avaient pas d'enfant. Ils ont été chassés du Temple pour cela (voir deuxième pièce).
Joachim, se retire dans le désert pour prier et un ange apparaît et lui annonce que sa femme Anne donnera naissance à une fille qui sera bénie par Dieu et lui demande de se rendre à la porte dorée. Un ange apparait également à Anne, lui annonce la même chose et lui demande de se rendre à cette même porte. La tapisserie met en la scène la "Rencontre d'Anne et Joachim à la porte dorée"[réf. à confirmer],.

### Description
Selon la prophétie de l'ange, Anne et Joachim se retrouve sur le seuil du temple de Salomon, qui est représenté comme un château médiéval. La porte dorée est surmontée d'une statue de Moïse tenant les tables de la Loi. Deux personnages sont représentés aux lucarnes de l'édifice.
- En haut de la tapisserie, deux scènes antérieures à la rencontre des époux sont illustrées. En haut à gauche, un ange apparaît à Joachim au milieu de ses bergers pour lui annoncer la naissance d'une fille qu'il nommera Marie. En haut à droite, Anne, assise au pied d'un palmier, reçoit également la même révélation de l'ange alors qu'elle lit.
- Autour de la muraille du temple, un fossé est représenté. À gauche, un berger nourrit des canards qui barbotent dans l'eau.

De l'autre côté, à droite, une femme agenouillée lave son linge tandis qu'un berger, appuyé sur la rampe du pont-levis, l'observe. L’ajout de deux scènes de la vie quotidienne par les artistes étaient un moyen régulièrement utilisé pour ancrer le réalisme de la tapisserie.
- Aux angles inférieurs de la tapisserie, les prophètes sont représentés. Dans les représentations de l'histoire biblique, ils symbolisent souvent la continuité de la prophétie divine.

## Quatrième pièce: La Naissance de Marie

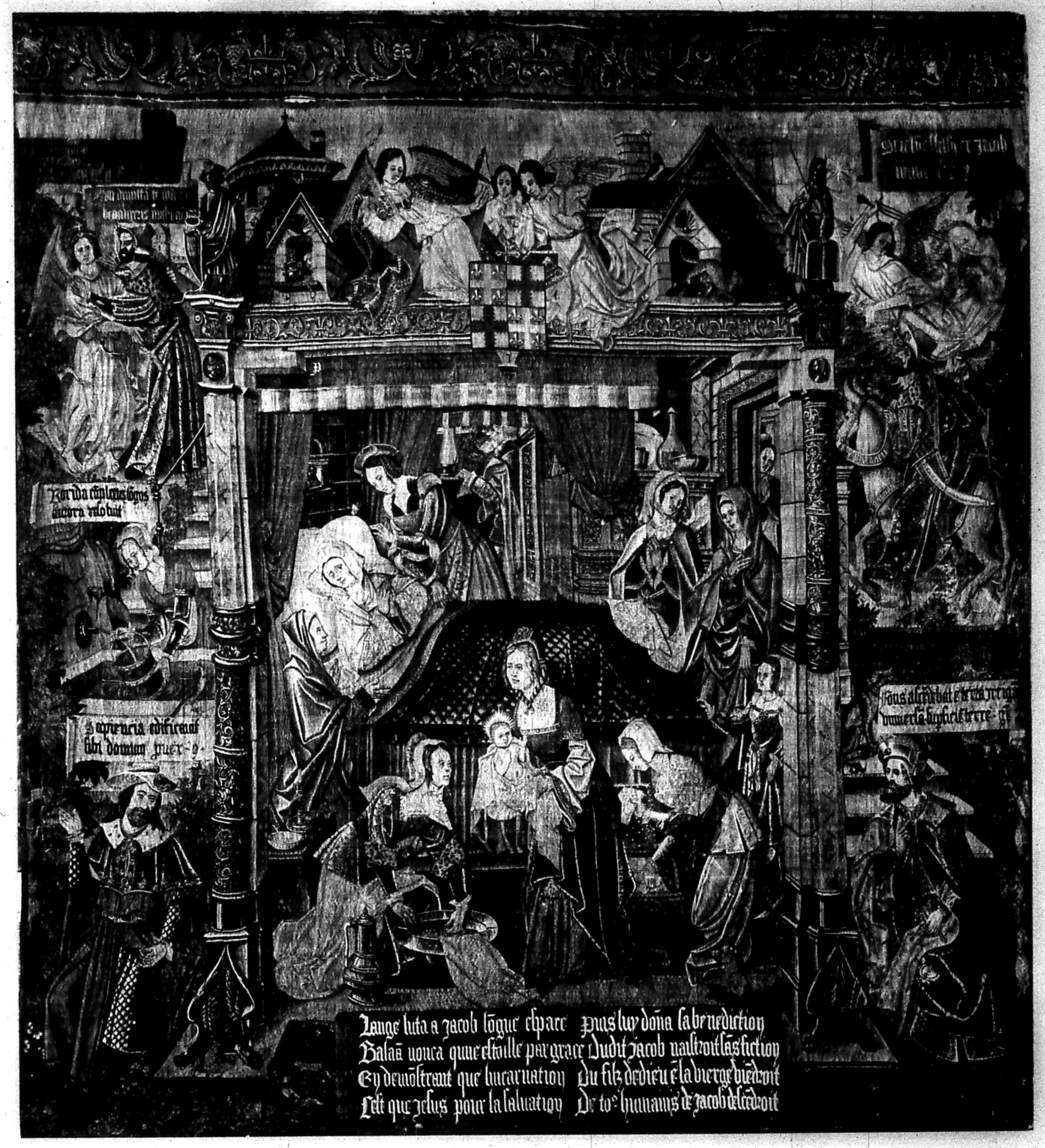
La Naissance de Marie.

### Thème de la tapisserie
Cette tapisserie repend le thème de la naissance de Marie, également connu sous le nom de la Nativité de la Vierge Marie. Selon la tradition catholique et orthodoxe, la naissance de Marie est un événement sacré et important qui préfigure la naissance de Jésus, son fils.

### Description
La tapisserie est occupée par une scène centrale représentant sous un portique à colonnes de bronze, supportant les statues de Moïse et de David, sainte Anne couchée dans une chambre. Des femmes se pressent autour du lit à rideaux.
- En avant de la scène, trois sages-femmes s'apprêtent à donner son bain à un enfant.
- À gauche, sur un escabeau, un chandelier et une cuillère dans une soucoupe ; à droite un chien couché. Joachim se tient près d'une fenêtre.
- Sur le toit, des anges président au rituel, dont l'un tient un encensoir ; à la lucarne de droite, un chien qui fuit ; à celle de gauche, un personnage présentant un vase.
- En haut, deux scènes de la Genèse : à gauche, la lutte de Jacob avec l'ange. À droite, Balaam monté sur une ânesse, tient un bâton avec lequel il frappe l'animal qui ne veut pas avancer. Un ange, armé d'un glaive, lui barre la route ; l'étoile de Jacob brille au firmament. Cette scène fait référence à un chapitre du livre des nombres.
- Aux angles inférieurs se tiennent deux figures de prophètes.

## Cinquième pièce: Présentation de Marie au Temple

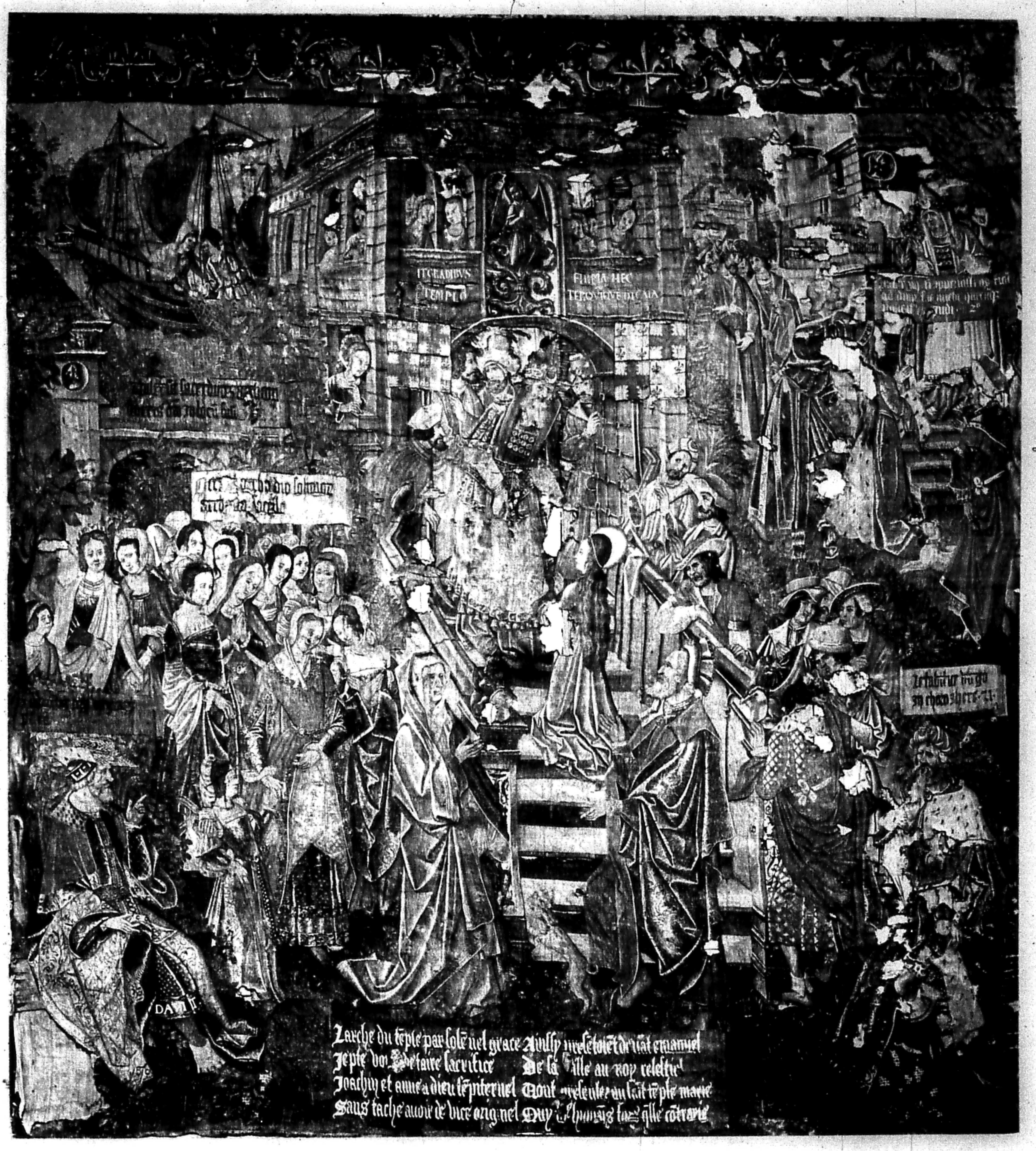
Présentation de Marie au Temple.

### Thème de la tapisserie
La tapisserie met en scène la Présentation de la Vierge Marie au Temple. Elle est présentée par ses parents, Joachim et Anne, au grand prêtre Zacharie dans le Temple de Jérusalem.

### Description
Au premier plan, au milieu, Anne en robe rouge et manteau bleu, et Joachim, en robe bleue, manteau rouge doublé de brocart jaune, sont entourés d'une suite nombreuse constituée, à gauche par les jeunes filles et à droite par les jeunes gens.
Ils sont venus présenter la Vierge Marie, enfant, vue de dos, les cheveux flottants, vêtue d'une robe bleue symbole de pureté. Marie est représentée avec une auréole qui est un attribut iconographique traditionnellement utilisé pour représenter la sainteté et la pureté d'un personnage.
Elle est agenouillée sur les marches de l'escalier qui conduit au Temple.
Le grand prêtre Zacharie, vêtu d'une chasuble dorée accueille la Vierge Marie à l'entrée du Temple. Il est entouré de prêtres et de lévites.
Ce registre reprend de nombreux codes symboliques :
- La chasuble est un vêtement liturgique porté par les prêtres.
- La couleur dorée symbolise la lumière divine, la gloire de Dieu et la sainteté du sacerdoce.
- L’accueil par le grand prêtre Zacharie à la porte du Temple, maison de Dieu et lieu de purification, montre l’importance de Marie.

Aux angles supérieurs sont figurées deux saynètes : 
- Celle en haut à gauche représente des pêcheurs qui retirent de leurs filets une table d'or, symbolisant les tables de la loi données par Dieu à Moïse.
- Celle en haut à droite représente la fille de Jephté, agenouillée devant le grand prêtre avec près d'elle, son père et des assistants.

Aux angles inférieurs se dressent deux prophètes (Ézéchiel et Daniel ?).

## Sixième pièce: Perfections de Marie

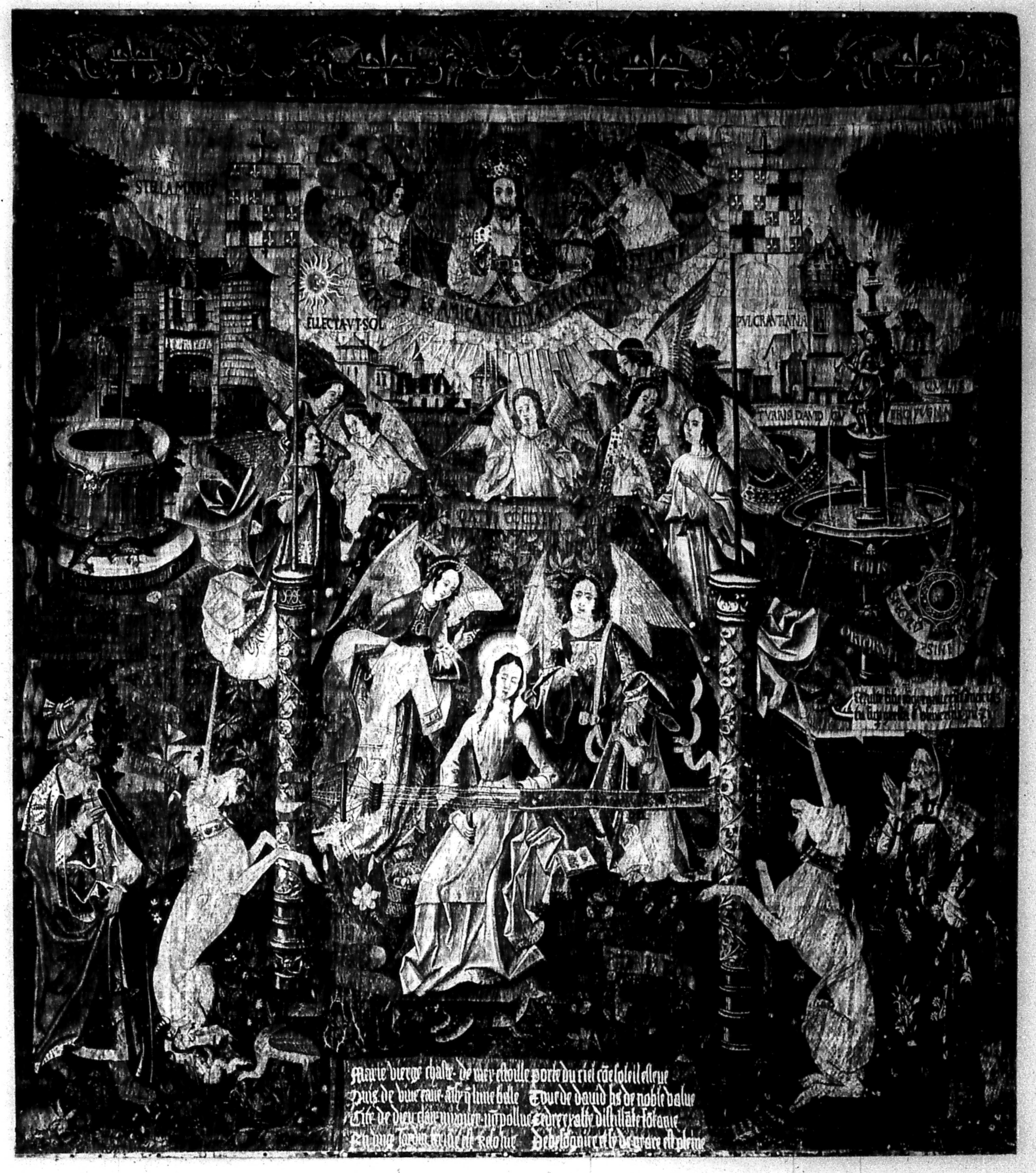
Perfections de Marie.

### Thème de la tapisserie
La tapisserie met en scène, aux moyens de multiples symboles l'idée que Marie est exempte de tout péché et comme représentant un modèle de vertu et de sainteté dans la tradition chrétienne.

### Description
La description présente Marie assise dans un enclos, travaillant sur une tapisserie entre deux colonnes contre lesquelles se dressent deux licornes, symboles de virginité. Près d'elle, un livre ouvert et une corbeille de pelotons de laine sont disposés, avec à ses pieds une hermine, un lys et un rosier (ces trois symboles aux pieds de Marie, renforcer les qualités et les attributs sacrés associés à sa personne. Deux anges lui présentent une buire et un pain (Ils représentent symboliquement la nourriture spirituelle. Dans la tradition chrétienne, le pain est souvent associé à la communion et à l'eucharistie, tandis que la buire (ou cruche) peut symboliser l'eau de vie ou la grâce divine) tandis qu'un collège d'anges est en adoration à l'arrière-plan.
- Au-dessus, le Christ couronné et barbu, tenant le globe terrestre et bénissant. Deux anges portent son manteau azur. Les emblèmes de la virginité de la Vierge sont disposés de chaque côté.
- Aux angles inférieurs se trouvent les prophètes.

## Septième pièce: Joseph et les prétendants ou les prétendants de Marie

### Thème de la tapisserie
La tapisserie représente la scène d'un rite lié à des baguettes et à l’intervention divine.

### Description
Au premier plan, les prétendants de Marie s'avancent vers la droite avec, au milieu du groupe Joseph tête découverte. Ils portent tous une baguette à la main, seule celle de Joseph est fleurie, indiquant selon la légende, le choix du Seigneur.
- Au fond, à droite, Anne et Joachim (mère et père de Marie) se trouvent sur le seuil du Temple regardant le cortège.
- En haut, à gauche, Marie est agenouillée en prière à l'intérieur du Temple.

## Huitième pièce: Mariage de la Vierge

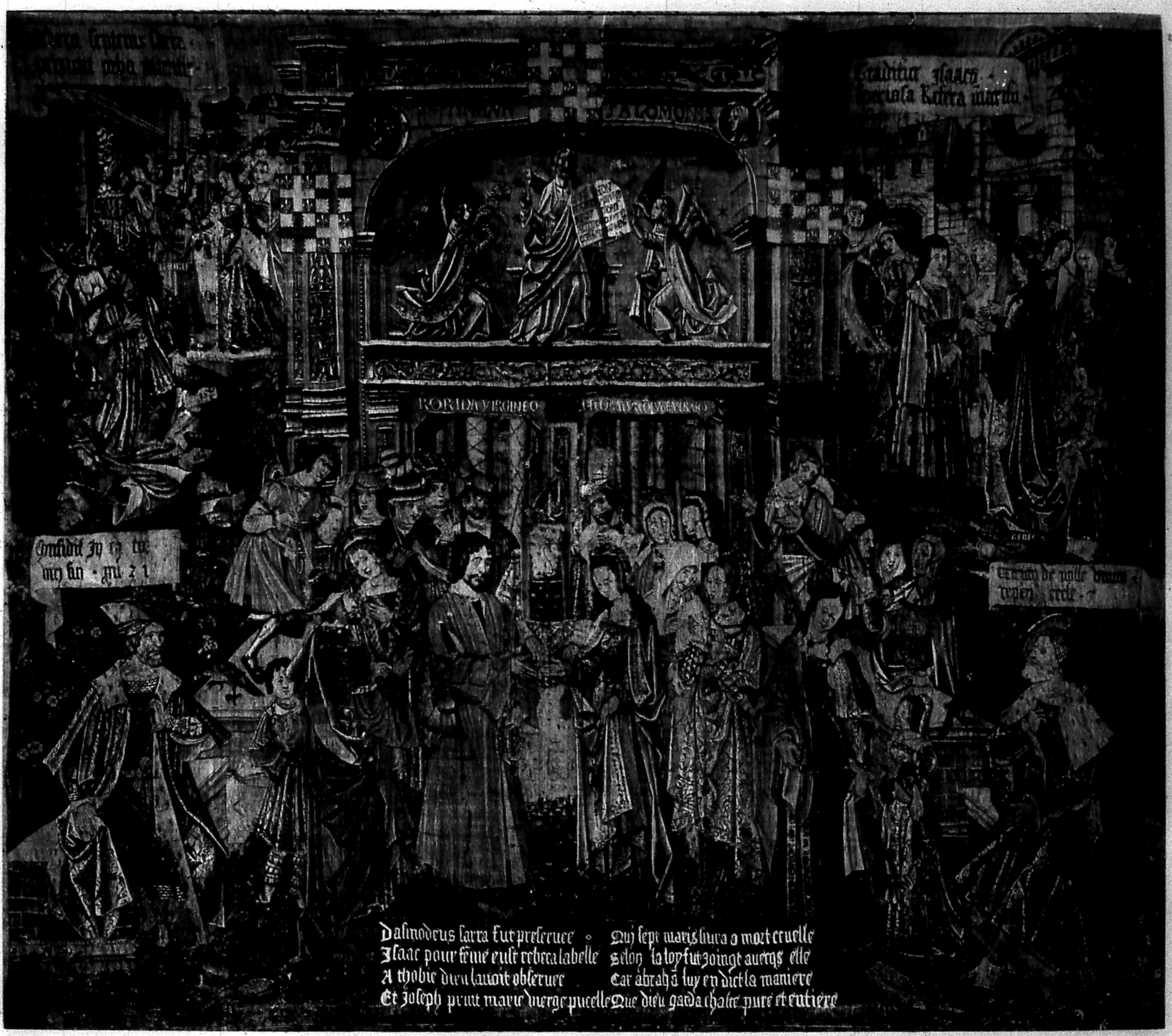
Le Mariage de la Vierge.

### Thème de la tapisserie
La tapisserie représente la scène du mariage de la Vierge Marie et de Joseph, telle qu'elle est racontée dans l'Évangile selon Matthieu. La scène se déroule dans le Temple de Jérusalem. Le grand prêtre Zacharie, vêtu d'une chasuble dorée, unit les mains de Marie et de Joseph.

### Description
- En haut à gauche, union de Tobie et de Sarah[11].
- En haut à droite, à l'entrée du Temple, escortés de leurs amis, Isaac et Rebecca, dont une petite fille porte la traîne de sa robe, sont unis par le grand prêtre.
- En haut au milieu, le Temple surmonté des statues de Dieu le père, tenant les Tables de la Loi, et de deux anges agenouillés qui l'encensent. Devant les portes ouvertes, les époux sont unis par le grand prêtre Zacharie.
- En bas à gauche, saint Joseph, revêtu d'un manteau rouge (couleur de la royauté), porte à la ceinture une aumônière (l’aumônière symbolise le rôle de Joseph en tant que protecteur de la Sainte Famille) ; de la main gauche, il tient sa toque et une baguette (La baguette est un symbole de l'autorité de Joseph en tant que chef de famille), de chaque côté, les parents et les invités avec leurs enfants.
- À gauche, se tiennent les prétendants évincés portant chacun une baguette (La baguette est un symbole de l'autorité masculine, et les prétendants l'utilisent pour affirmer leur désir d'épouser Marie).
- En bas à droite, se tiennent les compagnes de Marie.
- En bas aux angles inférieurs, les prophètes sont assis sur des bancs de pierre.

## Neuvième pièce: L'Annonciation

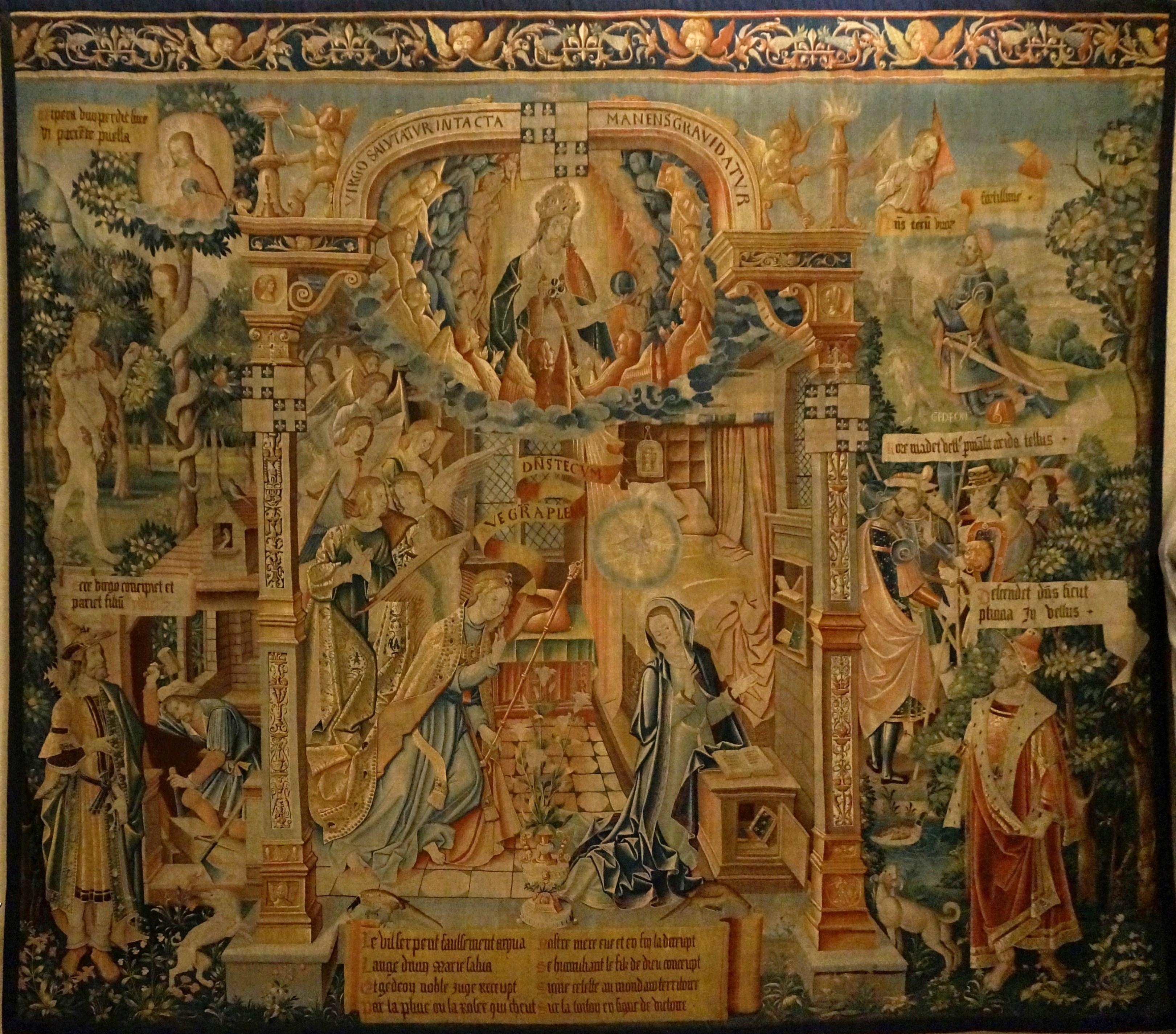
L'Annonciation.

### Thème de la tapisserie
La tapisserie représente la scène de L'Annonciation à Marie.

### Description
Au centre de cette représentation, on trouve la chambre de Marie, symbolisée par une surélévation avec deux piliers et une arcade. Marie est à droite, ayant posé son livre sur un coffre. L'archange Gabriel, accompagné d'un collège d'anges, lui annonce sa maternité. Une colombe auréolée se dirige vers marie.
- À gauche de la scène centrale, Joseph se prépare à frapper avec un maillet un ciseau à bois.
- Au-dessus d'eux, dans un halo de nuages, Dieu le Père, entouré d'anges, tient le globe céleste d'une main et bénie de l'autre.
- Dans l'angle supérieur gauche, une scène représente Eve, tentée par le serpent tenant la pomme de la connaissance
- Dans l'angle supérieur droit, Gédéon agenouillé recevant un message d'un ange avec la toison symbolique à ses pieds du côté droit.
- Aux angles inférieurs de la scène se dressent les prophètes.

## Dixième pièce: Visitation

### Thème de la tapisserie
La tapisserie représente la scène de Visitation de la Vierge Marie.

### Description
La scène est constituée de deux registres :

Le registre inférieur :
- Au premier plan, au milieu, Marie, en manteau bleu (symbolise généralement sa pureté, sa foi, sa protection et son élévation spirituelle, en tant que mère de Jésus et modèle de dévotion chrétienne), porte sa main à la poitrine d'Elizabeth, en coiffe blanche et manteau rouge (dans la liturgie chrétienne, le rouge est souvent associé à des moments importants), tandis que celle-ci tend la sienne vers le ventre de Marie.
- Au second plan, à droite, deux suivantes.
- À gauche, Marie, elle, est suivie par deux anges et un homme à l'extrême gauche qui semble être agenouillé.

Le registre supérieur est séparé dans sa hauteur par un arbre avec deux scènes de l'Ancien Testament :
- À droite, la scène représente Daniel dans la fosse aux lions à qui un ange apporte de la nourriture.
- À gauche sont représentés les trois jeunes hébreux dans la fournaise ; près du foyer allumé, un homme s'enfuit, un autre est renversé. Cette scène des trois jeunes hébreux dans la fournaise fait référence à un récit biblique issu du Livre de Daniel, chapitre 3. Dans ce récit, les trois jeunes hommes, refusent d'adorer la statue dorée érigée par le roi Nebucadnetsar de Babylone. En représailles, le roi ordonne qu'ils soient jetés dans une fournaise ardente.

## Onzième pièce: Nativité

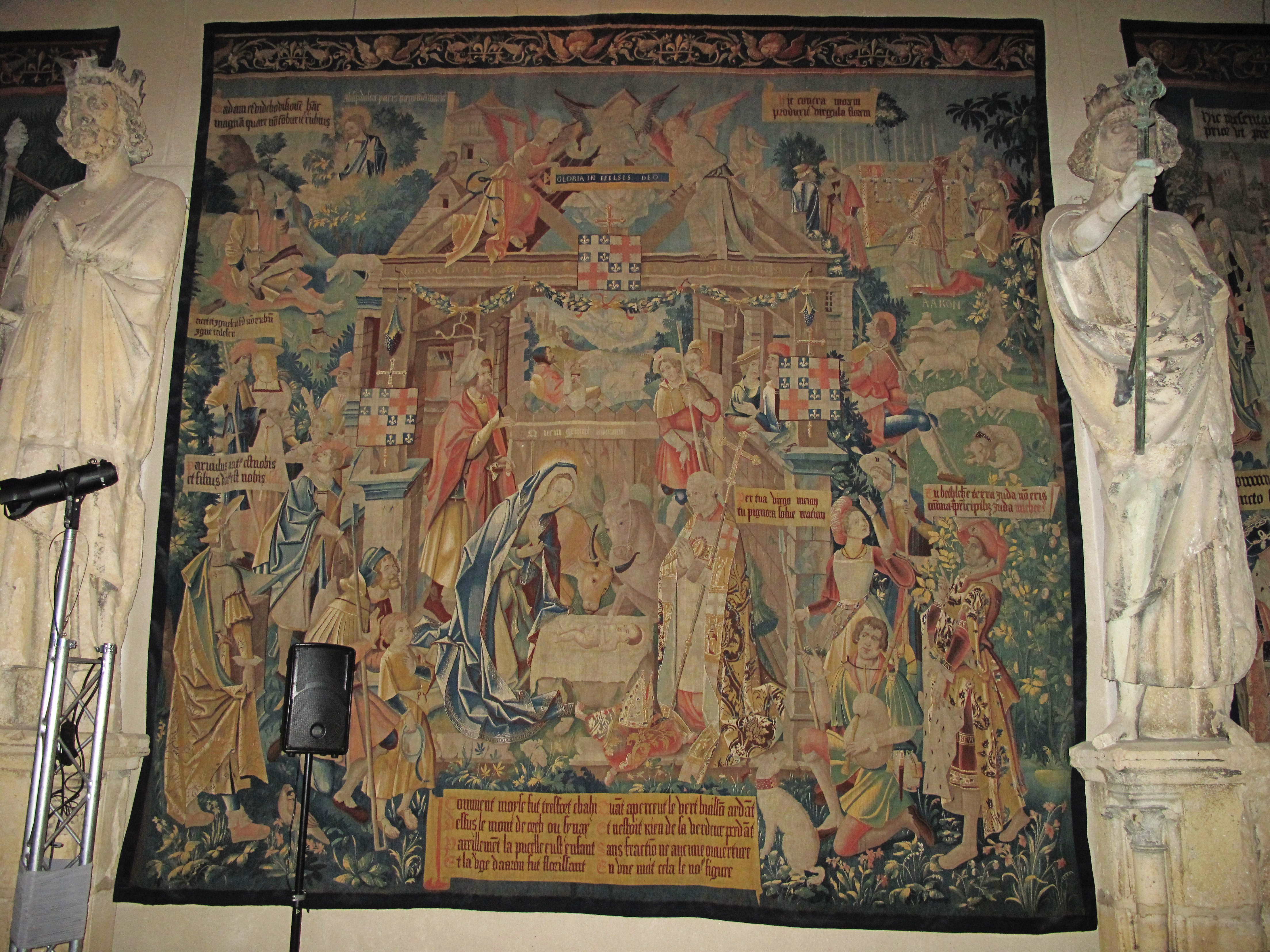
La Nativité.

### Thème de la tapisserie
La tapisserie représente la scène de la Nativité.

### Description
Dans l'étable, se tient l'enfant Jésus couché sur un linge blanc. À gauche, la Vierge Marie, agenouillée en adoration, joint les mains. Face à elle, à droite le donateur Robert de Lenoncourt est lui aussi agenouillé. Il est vêtu d'une chape orné de ses armoiries et porte la croix épiscopale.
Derrière eux, le bœuf et l'âne (symbolique de la modestie théorique du lieu qu’est une étable) se penchent vers l'Enfant. Au fond saint Joseph, en manteau rouge, tient un flambeau.
De part et d'autre de l'étable, des bergers et bergères descendent de la montagne se pressent pour rendre hommage à l'enfant Jésus.

Dans les angles supérieurs sont représentées des scènes issues de l'Ancien Testament :
- À gauche, Dieu apparaît à Moïse, assis sur la montagne, dans le buisson ardent.
- À droite, le bâton d'Aaron se tient debout devant le tabernacle au milieu des lévites étonnés, le prêtre regarde le bâton fleurie, signe de sa vocation.

Aux angles inférieurs se dressent deux prophètes.

## Douzième pièce: Adoration des mages

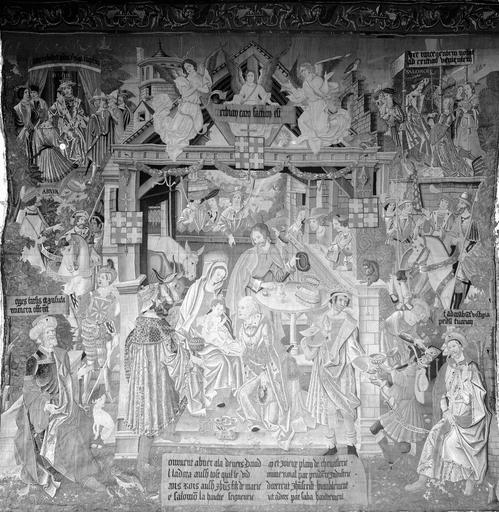
Adoration des mages.

### Thème de la tapisserie
La tapisserie représente la scène de l'adoration des mages.

### Description
La Vierge assise dans l'étable tient l'enfant Jésus sur ses genoux.
Les Rois mages, Melchior, Gaspard et Balthazar viennent adorer Jésus et offrir des présents à forte valeur symbolique. Dans l'étable au second plan Joseph, qui s'est découvert, est debout près d'une table ronde où sont posés une corbeille, un pot et une pomme (accentue le contraste entre simplicité et le luxe des vêtements et présents des mages). Au fond, à travers une ouverture, apparaissent des bergers à mi-corps. En dehors de l'étable, l'escorte des rois.
- Dans l'angle supérieur gauche, Abner se soumet à David, assis sous sa tente.
- Dans l'angle supérieur droit, la Reine de Saba, accompagnée de ses suivantes, est agenouillée devant Salomon, assis sur un trône surmonté d'un baldaquin.
- Aux angles inférieurs se dressent les prophètes.

## Treizième pièce: Présentation de Jésus au Temple

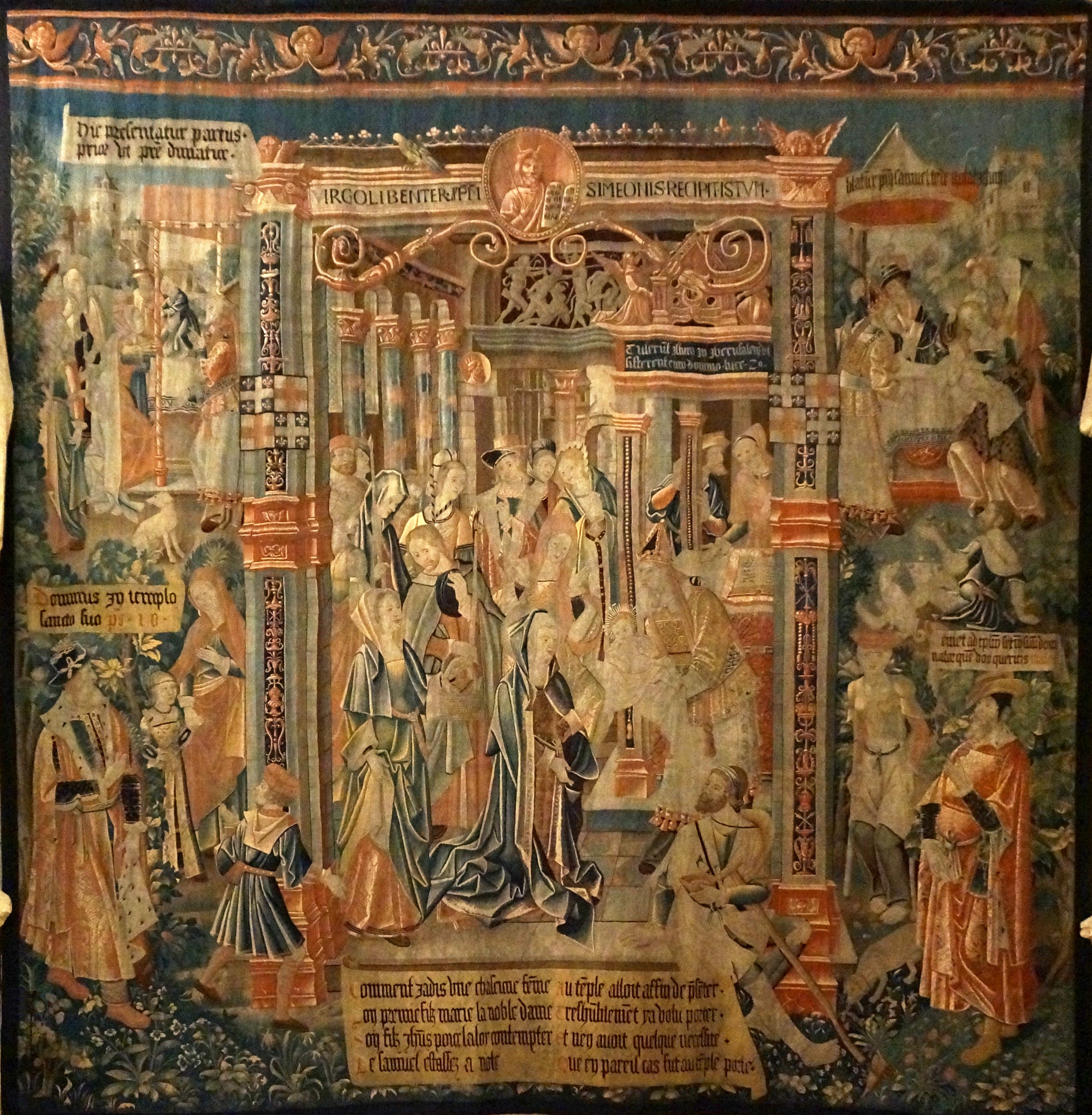
Présentation de Jésus au Temple.

### Thème de la tapisserie
La tapisserie représente la scène de la Présentation de Jésus au Temple.

### Description
Dans le Temple symbolisé par un portique et des colonnes, orné au fronton d'un médaillon représentant Moïse tenant les Tables de la Loi, Syméon, reçoit l'enfant Jésus des mains de la Vierge agenouillée. Derrière elle, se tient une femme portant deux colombes dans un panier et saint Joseph, au second plan, se découvre et porte un cierge. À ses côtés, Anne la prophétesse lève les mains. Ils sont suivis par un cortège.
- L’angle supérieur gauche décrit le rite de la loi hébraïque selon lequel le premier-né est présenté par ses parents au grand-prêtre.
- Dans l’angle supérieur droit, Anne présente son fils Samuel au grand-prêtre Héli.
- À droite du portique, un homme et une femme infirmes.
- À gauche du portique une femme et deux jeunes enfants.

Aux angles inférieurs, se dressent le prophète David à gauche et le prophète Malachie à droite.

## Quatorzième pièce: Fuite en Égypte

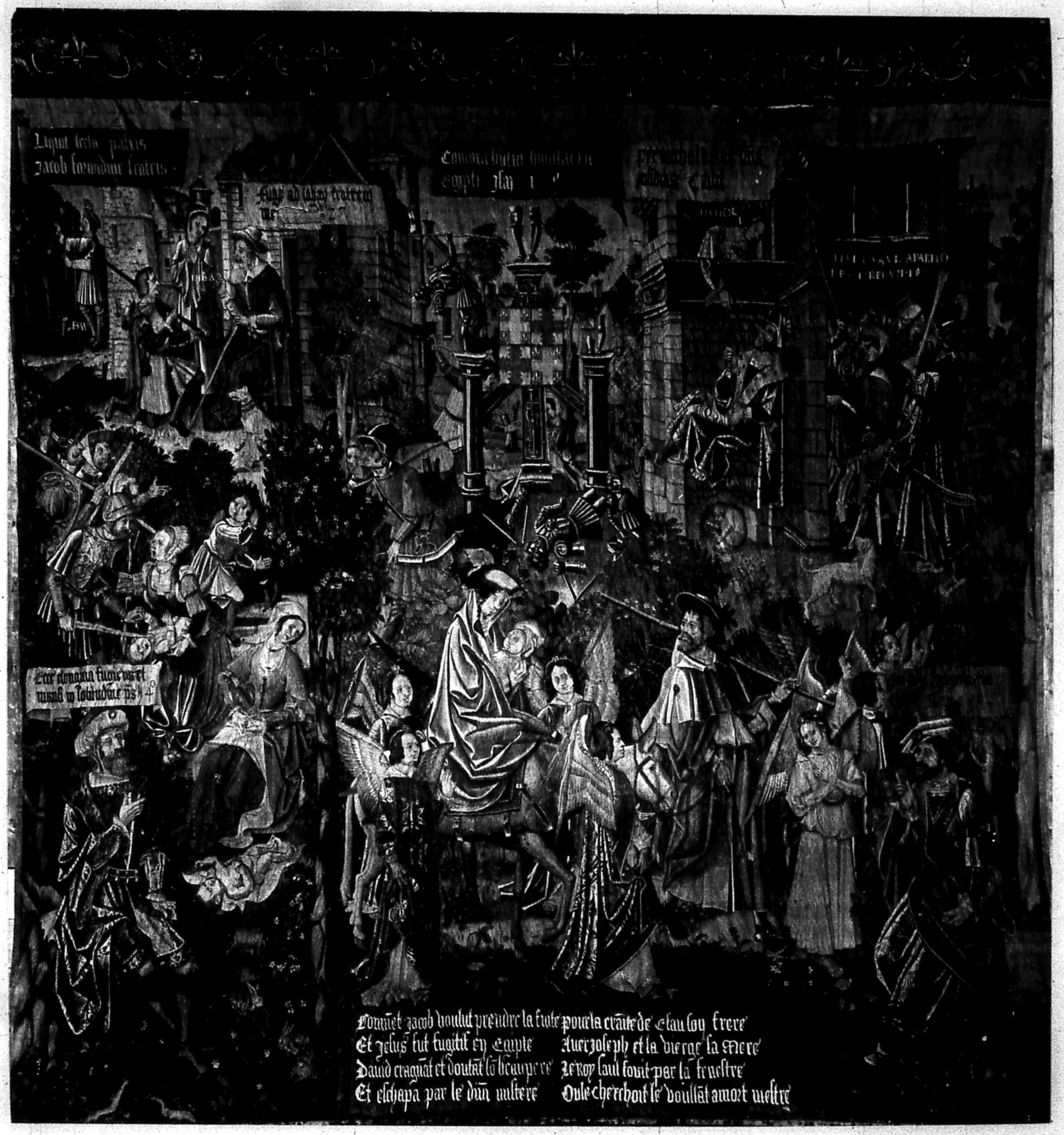
Fuite en Égypte.

### Thème de la tapisserie
La tapisserie représente la scène de la Fuite en Égypte.

### Description
Dans un jardin luxuriant, la Sainte famille est escortée par neuf anges (le chiffre neuf est artistiquement associé à la plénitude ou à la perfection). Joseph qui précède la Vierge se retourne vers elle. Marie montée sur un âne regarde l'enfant Jésus qu'elle porte dans ses bras. Quatre anges l'escortent et cinq autres précèdent le cortège. En haut, selon les prophéties, les idoles égyptiennes tombent de leurs piédestaux.
Au second plan à gauche, séparé de la scène principale par un arbre fruitier, est représenté le Massacre des Innocents.
Les angles supérieurs sont occupés par des scènes bibliques :
- En haut à gauche, Ésaü tire à l'arc. Représentation symbolique d’Ésaü chasseur, habile à l'arc.
- En haut au centre gauche, la scène décrit Jacob qui s'apprête à quitter la maison familiale et demande sa bénédiction à Isaac devant Rebecca alors que c’est Ésaü qui devait l’obtenir selon le récit biblique.
- En haut au centre droit, David, aidé de Michol, sa femme, descend par une fenêtre.
- En haut à droite, les soldats de Saül se présentent devant la maison de David.

## Quinzième pièce: Sainte Parenté ou les Trois Marie

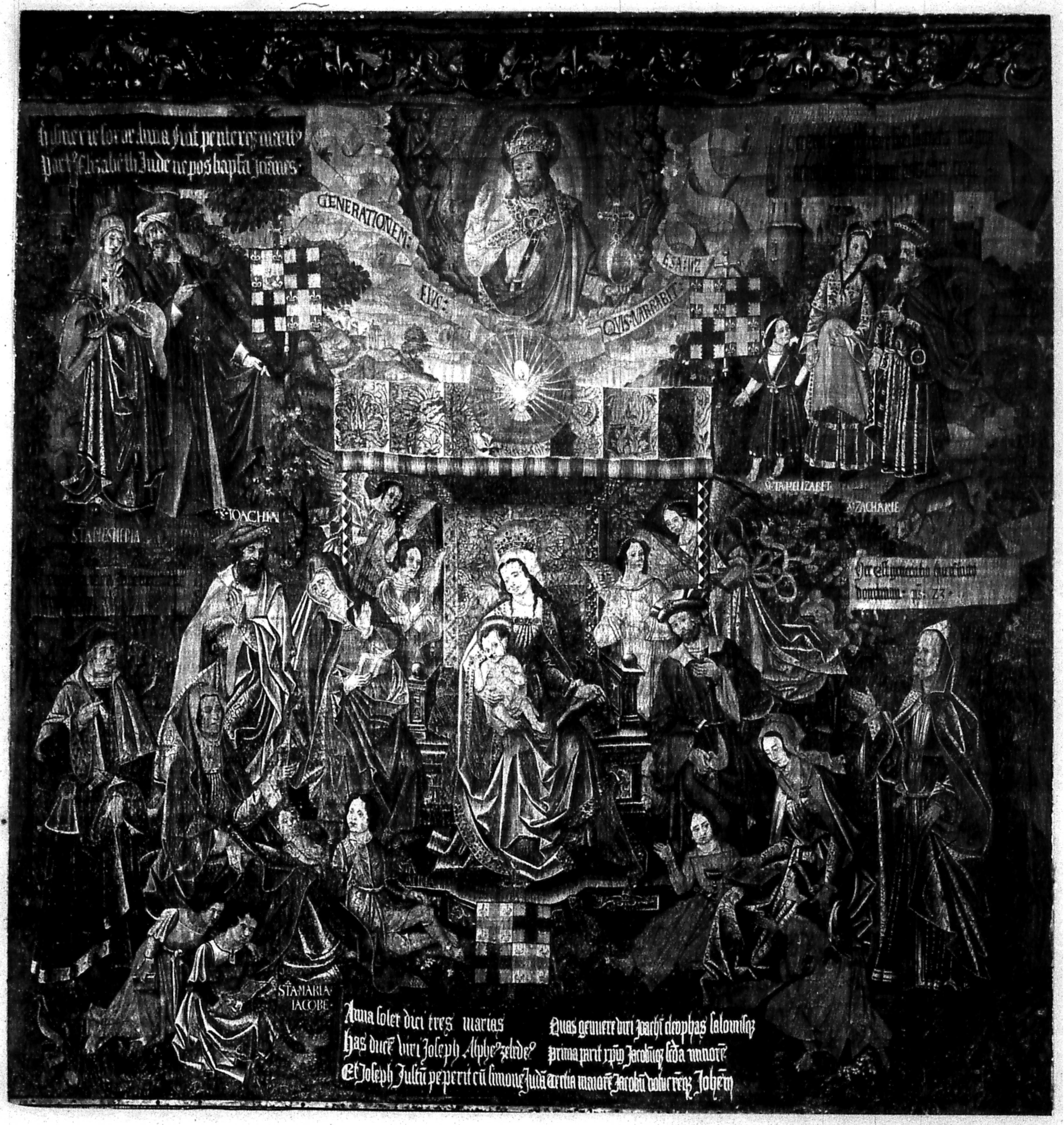
Sainte Parenté ou les Trois Marie.

### Thème de la tapisserie
La tapisserie représente la scène de la Sainte Parenté ou des Trois Marie.

### Description
La scène centrale, sur fond de motifs fleuris, se dresse un trône doré surmonté d'un baldaquin sur lequel brille une colombe auréolée symbole du Saint-Esprit. La Vierge y est assise, vue de face. Elle porte une couronne gemmée (pour mettre en valeur sa sainteté) sur son voile blanc. Elle soutient de sa main droite l'Enfant Jésus et maintient de l'autre un livre ouvert sur son genou (symbole de l’enseignement donné par Marie). À sa gauche, saint Joseph assis porte la main à sa poitrine (geste symbolique souvent interprété comme un geste de protection et de soutien); à sa droite, sainte Anne, tenant un livre, se penche vers Joachim, son époux assis près d'elle et joignant les mains.
- Au fond de la scène centrale, deux anges de chaque côté de marie, en adoration.
- À gauche de cette scène, Marie Jacobé assise, tournée vers la droite, lève la main. À ses pieds elle est entourée de ses quatre fils : Jacques le Mineur, Jude, José et Siméon. L'un d'eux, agenouillé, se penche sur son frère tenant sur ses genoux un livre ouvert.
- À droite de cette scène, Marie Salomé est assise, tournée vers la gauche, elle apprend à lire à ses deux fils : Jean tient un ciboire et Jacques le majeur, vêtu en pèlerin, joint les mains.
- Au-dessus de la scène centrale, Dieu bénissant, entouré d'anges, tient le globe terrestre surmonté de la croix.
- Aux angles supérieurs, la famille du Précurseur. À gauche, dans un jardin, Hismerie et Penter son mari ; à droite Zacharie et Elisabeth tiennent par la main leur fils Jean-Baptiste.
- Aux angles inférieurs les Prophètes.

## Seizième pièce: Dormition de la Vierge

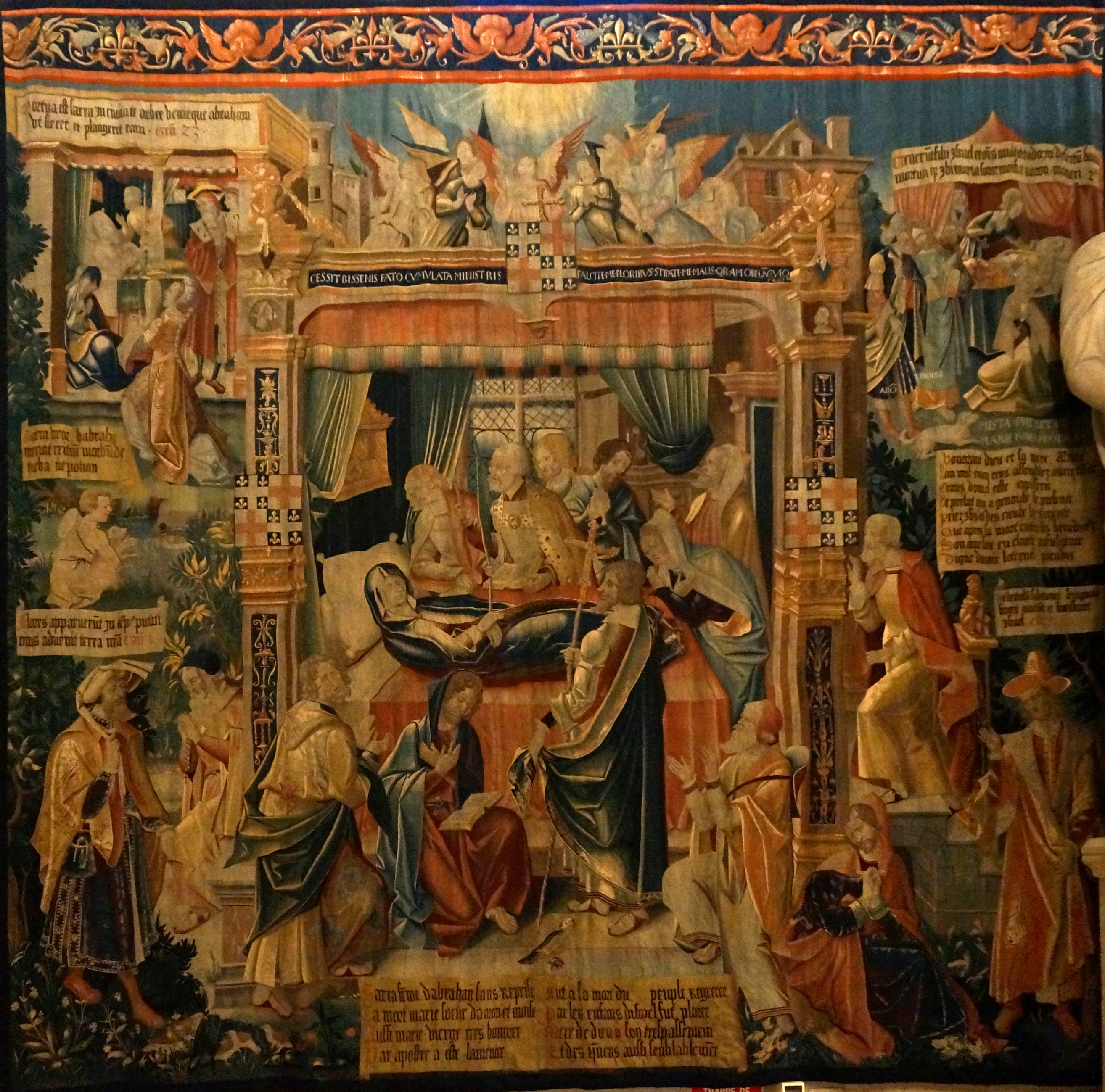
Dormition de la Vierge

### Thème de la tapisserie
La tapisserie représente la scène de Dormition de la Vierge.

### Description
Dans une chambre formée d'un lit à baldaquin, sur lequel repose la Vierge les mains croisées, occupe toute la surface. Des anges sont au-dessus de la chambre (habituellement utilisés symboles de la Protection céleste ou l’assistance dans le passage vers l'au-delà)
Les apôtres réunis autour du lit, dont saint Philippe, debout qui porte une croix et saint Jacques le Majeur, de profil qui porte le manteau des pèlerins. Ils sont rejoints par, Robert de Lenoncourt en pèlerin qui regarde le trépas de la Vierge par une ouverture.
Les angles supérieurs sont occupés par des scènes de l'Ancien Testament.
- En haut à gauche, la mort de Sara. La première femme d'Abraham est étendue sur un lit, un cierge allumé est maintenu entre ses mains par un personnage debout.
- En haut à, Marie, sœur de Moïse et d'Aaron, est étendue morte, deux femmes l'entourent. À l'extérieur se tiennent Aaron, Moïse et une pleureuse.
- Aux angles inférieurs se dressent les prophètes.

## Dix-septième pièce: Assomption ou Couronnement de la Vierge

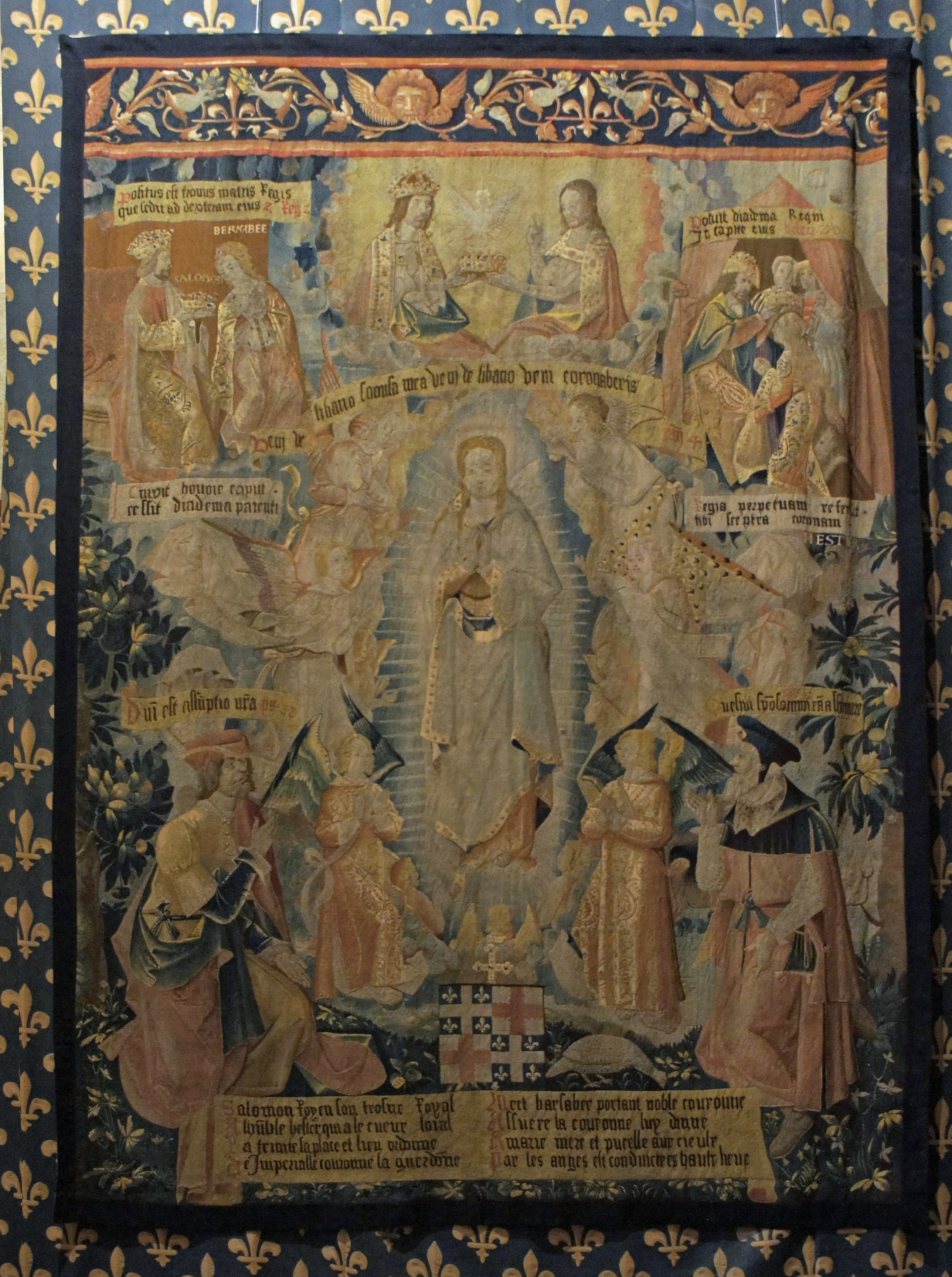
Assomption ou Couronnement de la Vierge.

### Thème de la tapisserie
La tapisserie représente la scène de l'Assomption ou du Couronnement de la Vierge.

### Description
La Vierge est debout, vue de face, entourée d'anges (représentation qui renforce le caractère divin de Marie). Ses pieds sont posés sur un croissant retourné (Le "croissant retourné" est un symbole souvent utilisé pour représenter la victoire de Marie sur le paganisme ou sur les forces du mal). Le sommet de la composition est couronné par la Trinité. Dieu le père et Jésus tiennent la couronne qui est destinée à Marie et sur laquelle repose le Saint-Esprit, symbolisé par une colombe.

Aux angles supérieurs sont illustrés deux sujets de l'Ancien Testament :
- À l’angle supérieur à gauche, Bethsabée, mère de Salomon reçoit de son fils la couronne impériale.
- À l’angle supérieur droit, Assuréus pose une couronne sur la tête d'Esther agenouillée.

Aux angles inférieurs sont agenouillés deux prophètes.